# إميلي ودروف
إميلي ودروف (بالإنجليزية: Emily Woodruff)‏ هي نبالة أمريكية، ولدت في 19 أبريل 1846 في سينسيناتي في الولايات المتحدة، وتوفيت في 28 مارس 1916 في بروين في الولايات المتحدة.

## وصلات خارجية
- إميلي ودروف على موقع أوليمبيديا (الإنجليزية)